# Clásica Féminas de Navarra 2021
La Clásica Féminas de Navarra 2021, publicitada en inglés por la organización como Navarra Women’s Elite Classic 2021, fue la tercera edición de la Clásica Féminas de Navarra, una competición de ciclismo en ruta de un día que es parte del Calendario UCI Femenino 1.1. Se celebró el 14 de mayo de 2021, un día después de la Emakumeen Nafarroako Klasikoa, quedando como ganadora la cubana Arlenis Sierra del A.R. Monex Women's.

## Participantes
| translation for headoftableIII_translate index 58 not found (8)- Alé BTC Ljubljana - Team BikeExchange - Canyon-SRAM Racing - FDJ-Nouvelle Aquitaine-Futuroscope - Liv Racing - Movistar Team - SD Worx - Trek-Segafredo UCI Women's continental teams (6)- Ceratizit-WNT Pro Cycling - Cogeas-Mettler-Look Pro Cycling Team - Instafund Racing - Lviv Cycling Team - Macogep Tornatech Girondins de Bordeaux - Stade Rochelais Charente-Maritime Women Cycling Equipo femenino de ciclismo amateur- Vipeq Equipo regional y de club- World Cycling Centre Unknown team category (12)- A.R. Monex - BePink - Doltcini-Van Eyck Sport-Proximus - Eneicat-RBH Global-Martin Villa - Farto-BTC - Laboral Kutxa-Fundacion Euskadi - Massi Tactic - Rally - Río Miera-Cantabria Deporte - Sopela - Top Girls Fassa Bortolo - Valcar-Travel & Service |
| |

## Día de la competición
El muro de Tirapu, a 50 kilómetros de la meta, provoca una primera selección. Varias corredoras intentaron salir en ese punto: Elise Chabbey, Cecilie Uttrup Ludwig, Ashleigh Moolman o Annemiek van Vleuten. Sólo Soraya Paladin logró obtener una diferencia significativa de unos veinte segundos. Ella Harris intentó perseguirla, pero Kathrin Hammes la toca. A 28 km de la meta, Marta Bastianelli y Rachel Langdon consiguen alcanzar a Paladin. Canyon-SRAM lidera el pelotón y provoca un reagrupamiento. Grace Brown ataca a continuación. Uttrup Ludwig y Niamh Fisher-Black se unen a ella. El Movistar les hace retroceder a doce kilómetros de la meta en subida. Annemiek van Vleuten contraataca, Ashleigh Moolman y Elisa Longo Borghini la siguen y, más lejos, Marta Cavalli. Fisher-Black aprovecha una nueva cuesta para regresar. Al mismo tiempo, Ashleigh Moolman ataca, pero el grupo se reforma en la cima de la colina. Detrás, Lucinda Brand también abandona el pelotón. Elise Chabbey lidera el pelotón y provoca un reagrupamiento tras el kilómetro. Elisa Longo Borghini y Mavi García aceleran, luego imitadas por Van Vleuten. Esta última parece ir a por la victoria, pero se le unen Arlenis Sierra y Ruth Winder. Arlenis Sierra gana en el sprint del trío en los últimos momentos.

## Clasificaciones

### Clasificación final
| \| Clasificación general \| Clasificación general \| Clasificación general \| Clasificación general \| Clasificación general \| \| Ciclista \| Ciclista \| Equipo \| Tiempo \| \| \| --------------------- \| ----------------------- \| ---------------------------------- \| --------------------- \| --------------------- \| \| 1.ª \| Arlenis Sierra \| A.R. Monex Women's \| 3 h 16 min 59 s \| \| \| 2.ª \| Ruth Winder \| Trek-Segafredo \| + 0 s \| \| \| 3.ª \| Annemiek van Vleuten \| Movistar Team \| + 0 s \| \| \| 4.ª \| Grace Brown \| Team BikeExchange \| + 6 s \| \| \| 5.ª \| Demi Vollering \| SD Worx \| + 6 s \| \| \| 6.ª \| Marta Cavalli \| FDJ-Nouvelle Aquitaine-Futuroscope \| + 6 s \| \| \| 7.ª \| Emilia Fahlin \| FDJ-Nouvelle Aquitaine-Futuroscope \| + 6 s \| \| \| 8.ª \| Sofia Bertizzolo \| Liv Racing \| + 6 s \| \| \| 9.ª \| Hannah Barnes \| Canyon-SRAM Racing \| + 6 s \| \| \| 10.ª \| Kristabel Doebel-Hickok \| Rally Cycling \| + 6 s \| \| |                         |                                    |                 |
| |                         |                                    |                 |
| Fuentes: ProCyclingStats Cycling Quotient |                         |                                    |                 |
| Clasificación general |                         |                                    |                 |
| Ciclista | Ciclista                | Equipo                             | Tiempo          |
| 1.ª | Arlenis Sierra          | A.R. Monex Women's                 | 3 h 16 min 59 s |
| 2.ª | Ruth Winder             | Trek-Segafredo                     | + 0 s           |
| 3.ª | Annemiek van Vleuten    | Movistar Team                      | + 0 s           |
| 4.ª | Grace Brown             | Team BikeExchange                  | + 6 s           |
| 5.ª | Demi Vollering          | SD Worx                            | + 6 s           |
| 6.ª | Marta Cavalli           | FDJ-Nouvelle Aquitaine-Futuroscope | + 6 s           |
| 7.ª | Emilia Fahlin           | FDJ-Nouvelle Aquitaine-Futuroscope | + 6 s           |
| 8.ª | Sofia Bertizzolo        | Liv Racing                         | + 6 s           |
| 9.ª | Hannah Barnes           | Canyon-SRAM Racing                 | + 6 s           |
| 10.ª | Kristabel Doebel-Hickok | Rally Cycling                      | + 6 s           |

### Puntos UCI
| Posición              | 1   | 2  | 3  | 4  | 5  | 6  | 7  | 8  | 9  | 10 | 11 | 12 | 13 a 15 | 16 a 25 |
| Clasificación general | 125 | 85 | 70 | 60 | 50 | 40 | 35 | 30 | 25 | 20 | 15 | 10 | 5       | 3       |